# Esso (plaats)
Esso (Russisch: Эссо) is een dorp (selo) en selskoje poselenieje in het district Bystrinski in de Russische kraj Kamtsjatka. Het is het bestuurlijk centrum en verreweg de grootste plaats van het district.

## Geografie
De plaats ligt op een hoogte van ongeveer 500 meter in een schilderachtige groene vallei tussen de bergen, op de plaats waar de rivier Oeksitsjan uitmondt in de Bystraja. In de bossen bij het dorp groeien rode en ruwe berken, Siberische dwergdennen, sparren, lariksen en populieren groeien.
Het dorp ligt op 520 kilometer (7 tot 10 uur rijden) ten noordwesten van het krajcentrum Petropavlovsk-Kamtsjatski. De plaats ligt aan het einde van de grindweg vanuit deze plaats. Er rijdt eenmaal per dag een bus tussen deze twee plaatsen.
Het dorp vormt de uitvalsbasis voor toeristische excursies in het omringend gebied, dat net als het dorp onderdeel vormt van het natuurpark Bystrinski. Bij het dorp bevinden zich onder andere het Ikarmeer (9 km van Esso) en de hoogste berg bij Esso; de (sopka) Pionerskaja ("pionier"). Vulkanen in de omtrek zijn onder andere die uit de bergketen Kloetsjevskaja Sopka en de Tolbatsjik. Ook een van de hoogste pieken van het Centraal Gebergte (de 2598 meter hoge berg Alnej) ligt nabij de plaats. Op 10 kilometer van Esso ligt de 1950 meter hoge slapende vulkaan Olengende.

### Klimaat
De gemiddelde jaartemperatuur bedraagt -3,4 °C. De relatieve luchtvochtigheid is 81,8% en de gemiddelde windsnelheid 4,2 m/s.
| Maand                       | jan | feb   | mrt   | apr  | mei  | jun | jul  | aug | sep | okt  | nov  | dec   | Jaar |
| --------------------------- | --- | ----- | ----- | ---- | ---- | --- | ---- | --- | --- | ---- | ---- | ----- | ---- |
| Gemiddelde temperatuur (°C) | −18 | −16,6 | −12,8 | −6,6 | −0,5 | 8,5 | 12,4 | 11  | 6   | −0,1 | −9,1 | −15,9 | −3,4 |

## Geschiedenis

### Naam
Bij de oprichting werd gedacht dat de naam Esso de Eveense benaming van de rivier de Bystraja was. Een dergelijke vertaling is echter nooit etymologisch aangetoond. Een alternatieve verklaring van de naam van het Evenkse isag ("lariks") wordt door taalkundigen eveneens in twijfel getrokken. De oorsprong van de naam Esso wordt door taalkundigen nu gezocht in ofwel het Korjaakse woord etsjtsjot ("bedekking met twijgen in de sneeuw om op te kunnen slapen") of in de Korjaakse of Tsjoektsjische stam itsjoe-/etsjo-, wat vaak verwijst aan een plek die rijk is aan iets (zie bijvoorbeeld Itsjoevejem), zoals bijvoorbeeld een gebied rijk aan weides.

### Ontstaan en ontwikkeling
Het dorp ontstond in de periode van de collectivisatie. Nadat in 1926 het district Bystrinski was opgericht werd op 20 oktober 1932 per decreet van het presidium van het uitvoerend comité van het district Kamtsjatka rond de bouw van een ziekenhuis, een school, een internaat en een veearts de plaats Esso gesticht. In de jaren 1970 werd ook een deel van de bevolking van het opgeheven dorp Krapivnaja hier geherhuisvest.
In de eerste decennia van de 20e eeuw is er veel geïnvesteerd in het dorp om het om te vormen tot resort om het aantrekkelijker te maken voor het toerisme. Ook is er geïnvesteerd in andere vormen van werkgelegenheid, zoals de bouw van een afvalverbrandingsinstallatie.

## Economie
De bewoners zijn vooral actief in de houtbouw, visserij en het toerisme. Er bevindt zich ook enige mijnbouw ten zuiden van de plaats. Tevens staat er de enige afvalverbrandingsinstallatie van Kamtsjatka.

## Bevolking
Het dorp heeft in tegenstelling tot het nabijgelegen Anavgaj (waar vooral Evenen wonen) een gemengde bevolking van Russen en inheemse volkeren, waaronder enkele honderden Evenen, Korjaken, Itelmenen en Kamtsjadalen.
|  |

## Voorzieningen en bezienswaardigheden
In Esso bevinden zich een vliegveld voor helikopters en An-2 toestellen, basisschool, kleuterschool, muziekschool, polikliniek, bibliotheek, huis van cultuur, postkantoor, een filiaal van de Sberbank, en enkele hotels en een tiental winkels.
In het dorp staat een volkenkundig museum (geopend in 1983, in een houten izba), een klein openluchtmuseum en een bezoekerscentrum voor het natuurpark met tentoonstellingen over ecologie en (eco)toerisme. In de bibliotheek is een klein museum over beren ingericht.
Nabij het dorp bevinden zich warmwaterbronnen (de Essobronnen), waaruit het hele dorp verwarmd wordt, inclusief kassen en een thermaalbad (geopend in de jaren 1950, temperatuur +44 °C).
In 2013 werd het wintersportcomplex Olengende geopend bij de gelijknamige vulkaan bij het dorp.

Sinds 1990 start elk jaar in maart de 1100 kilometer lange hondensleerace Beringia vanuit het dorp. In 1992 kwam deze race in het Guinness Book of Records, toen de race over 2044 kilometer liep tot aan Markovo in Tsjoekotka.